# Here and Now (Fernsehserie, 2018)
Here and Now  ist eine US-amerikanische Serie des Senders HBO. Ab 28. März 2018 war die Serie im deutschsprachigen Raum bei Sky Atlantic HD zu sehen. Sie wurde aufgrund schwacher Einschaltquoten nach nur einer Staffel eingestellt.

## Inhalt
Die Serie konzentriert sich auf eine Familie bestehend aus der Psychotherapeutin Audrey, dem Philosophieprofessor Greg und ihren zwei adoptierten Söhnen aus Vietnam und Kolumbien, der adoptierten Tochter aus Liberia sowie ihrer biologischen Tochter Kristen. Als eines der Kinder beginnt, Dinge zu sehen, die andere nicht sehen können, wird es von einem Psychiater betreut und bringt dadurch die Zerrissenheit einer scheinbar perfekten multiethnischen Familie an die Oberfläche.

## Besetzung
Die Synchronisation der Serie wurde bei der Interopa Film nach Dialogbüchern von Nadine Geist und unter der Dialogregie von Clemens Frohmann erstellt.
| Rolle                    | Darsteller       | Synchronsprecher          |
| ------------------------ | ---------------- | ------------------------- |
| Audrey Bayer             | Holly Hunter     | Cornelia Meinhardt        |
| Greg Boatwright          | Tim Robbins      | Tobias Meister            |
| Ashley Collins           | Jerrika Hinton   | Rubina Kuraoka            |
| Duc Bayer-Boatwright     | Raymond Lee      | Marcel Collé              |
| Ramon Bayer-Boatwright   | Daniel Zovatto   | Jeremias Koschorz         |
| Kristen Bayer-Boatwright | Sosie Bacon      | Lena Schmidtke            |
| Malcolm Collins          | Joe Williamson   | Peter Lontzek             |
| Henry                    | Andy Bean        | Robert Glatzeder          |
| Dr. Farid Shokrani       | Peter Macdissi   | Sebastian Christoph Jacob |
| Navid Shokrani           | Marwan Salama    | Christian Zeiger          |
| Layla Shokrani           | Necar Zadegan    | Claudia Gáldy             |
| Randy                    | Trent Garrett    | Roman Wolko               |
| Michael                  | Kevin Bigley     |                           |
| Lydia                    | Cynthia Ettinger |                           |
| Ike Bayer                | Ted Levine       |                           |